# Marcos (automerk)

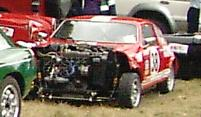
Mini Marcos

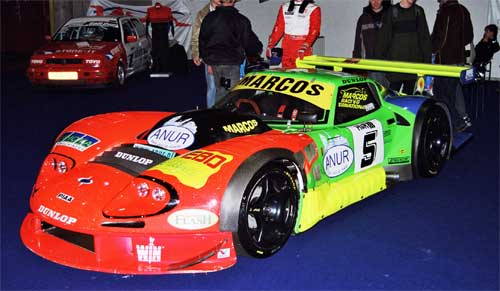
Marcos LM600 van Cor Euser

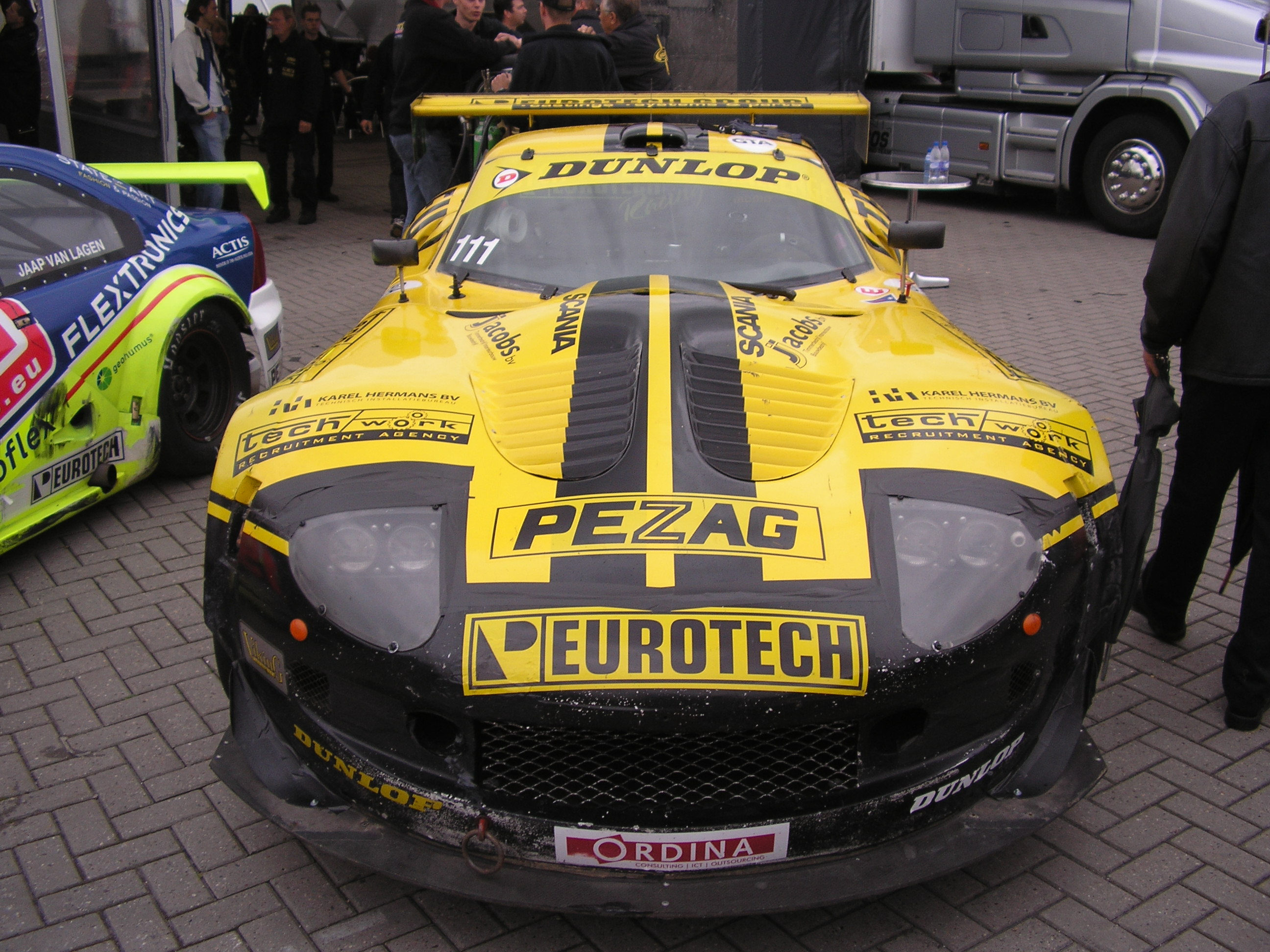
Marcos LM600

Marcos is een Brits automerk. De naam Marcos is een samenvoeging van MARsh en COStin, de oprichters van het merk. Het merk werd in 1959 opgericht door Jem Marsh en Frank Costin. Aanvankelijk was het gevestigd in Luton, later verhuisde het naar Bradford on Avon, Wiltshire en Westbury.
Het merk is gedurende zijn bestaan geplaagd door financiële problemen. Zo ging het merk failliet in 1971, om in 1981 weer terug te komen, nadat Marsh de rechten op de merknaam had teruggekocht in 1976. Het ging wederom failliet in 2000, maar werd nieuw leven ingeblazen door een Canadees in 2002. De race-afdeling is in Nederland, die auto's ontwikkelt voor GT en enduranceraces. De 2 bekende Marcoscoureurs zijn de Nederlander Cor Euser en Rob Knook. Knook won de beide Nederlands kampioenschappen in 1999 en 2000. Tevens werd hij samen met Cor Euser in 2002 kampioen in de Euro Gt serie.In 2003 werd Knook Kampioen in een door hem geprepareerde Marcos Mantis in de Supercar Challenge en in de Euro GT serie. In 2007 werd bekendgemaakt dat Marcos wederom de productie zou stoppen, omdat men niet uit de kosten komt.

## Modellen
- Marcos GT
- Marcos Luton Gullwing
- Marcos Fastback GT
- Marcos 1800 GT
- Marcos 1500 GT
- Mini Marcos
- Marcos Mantis Repco Brabham prototype
- Marcos Mantis
- Marcos Mantula
- Marcos Spider
- Marcos Martina
- Marcos Mantara
- Marcos GTS
- Marcos Mantaray
- Marcos Marcasite
- Marcos TSO
- Marcos TSO GT2
- Marcos LM600